# نوبالان
نوبالان (نام علمی: Neoptera) نام یک فرورده از زیررده بال‌داران است.